# Pinus patula
Pinus patula Schiede ex Schltdl. & Cham. – gatunek drzewa z rodziny sosnowatych (Pinaceae). Sosna ta występuje w Meksyku (Tamaulipas, Querétaro, Hidalgo, México, Distrito Federal, Morelos, Tlaxcala, Puebla, Veracruz, Oaxaca, Chiapas).

## Morfologia

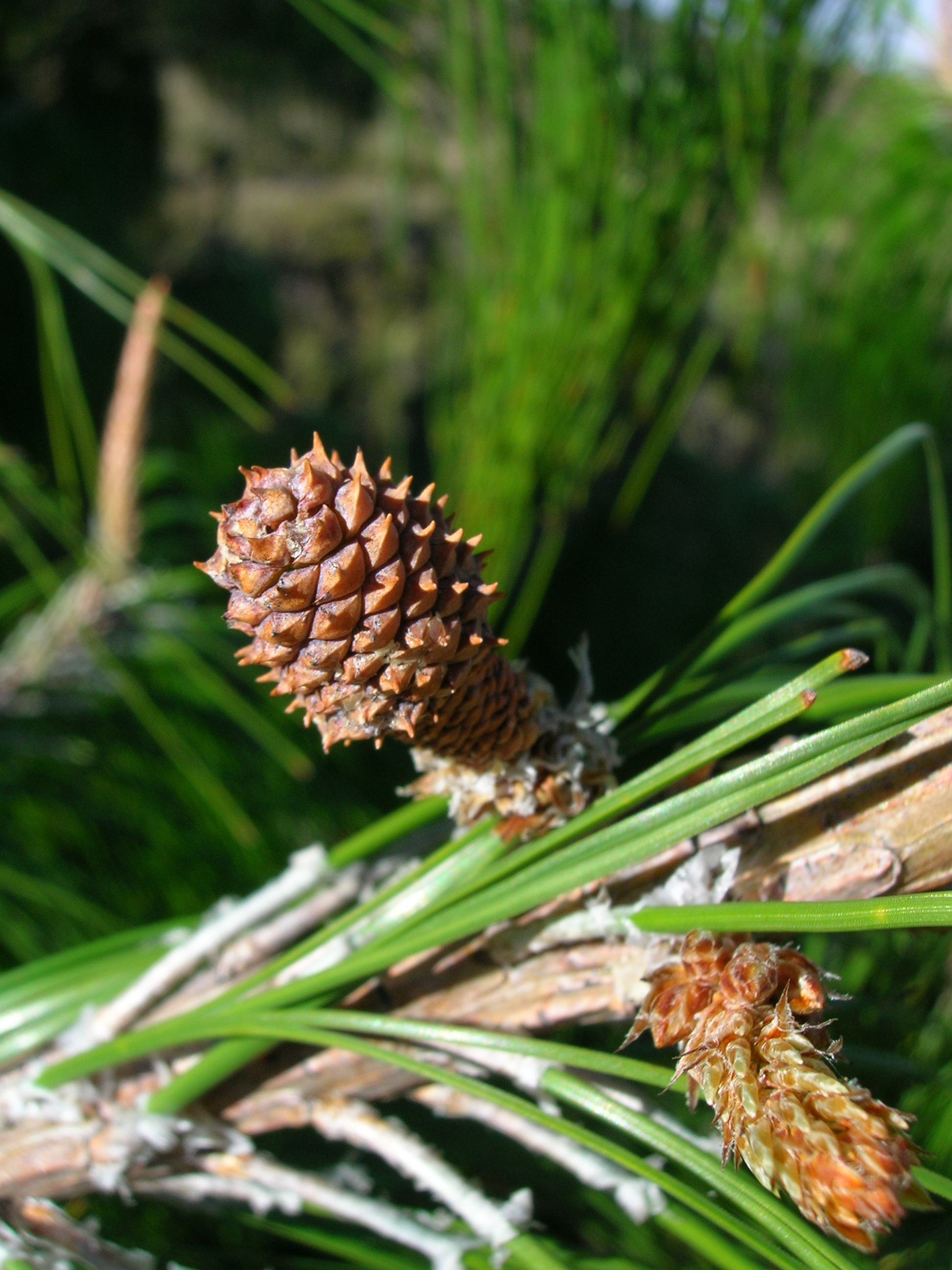
Młoda szyszka żeńska

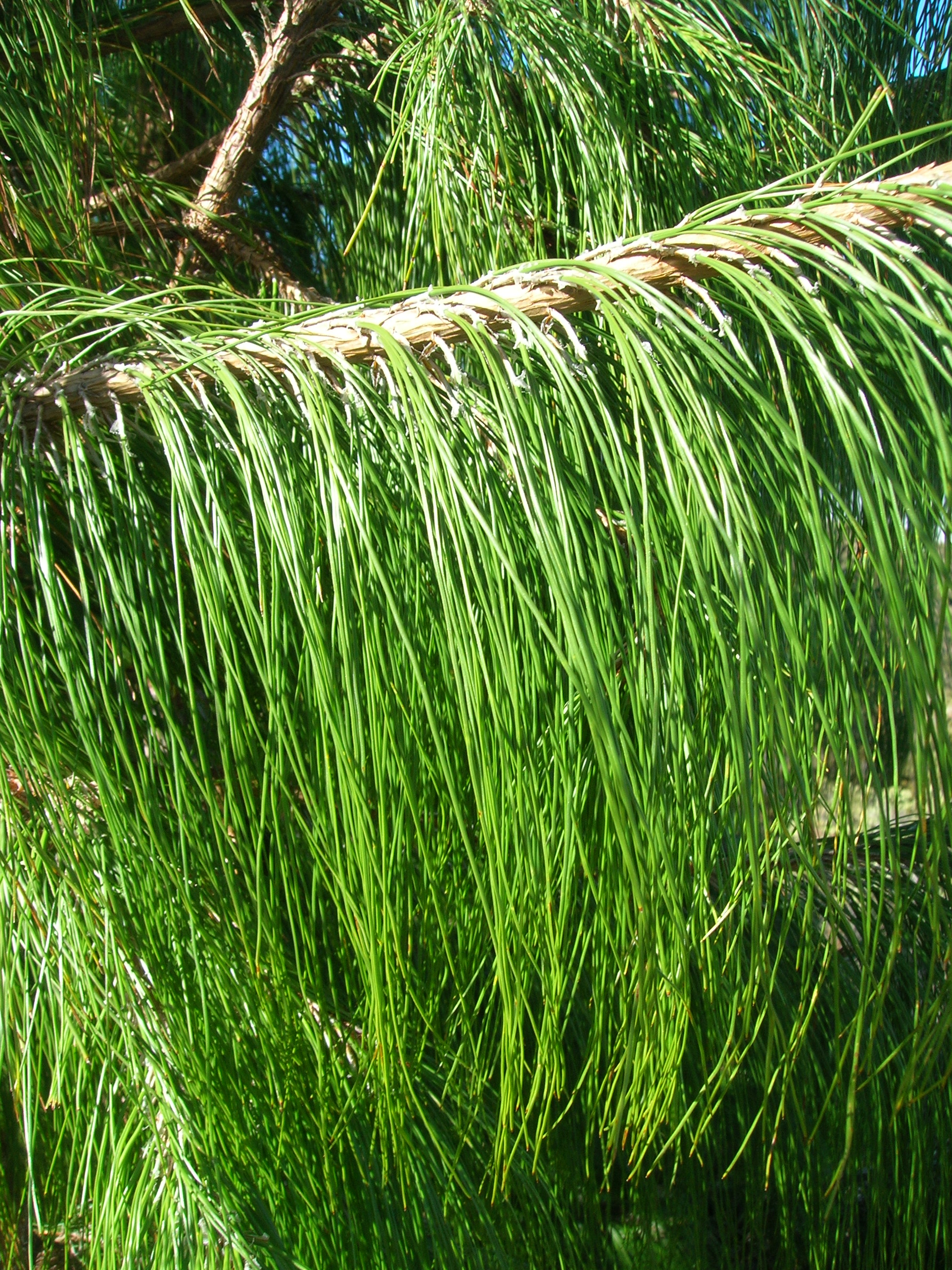
Igły

PokrójKorona drzewa stożkowata lub zaokrąglona.
PieńOsiąga wysokość 40 m i 100 cm średnicy. Kora młodych drzew jest cienka, łuskowata, czerwono-brązowa, z wiekiem staje się gruba, ciemno szaro-brązowa, z dużymi podłużnymi płatami.
LiścieIgły wyrastają po 3–4 na krótkopędach, rzadko po 5. Dorastają do (11)15–25(30) cm długości i 0,7–0,9 mm grubości.
SzyszkiSzyszki męskie podłużnie jajowate do cylindrycznych, długości 15–20 mm, różowo-żółte, z czasem żółto-brązowe. Szyszki żeńskie, purpurowe, dojrzewając stają się jasnobrązowe. Dojrzałe szyszki wąsko jajowate, lekko wygięte, po otwarciu o długości 5–10 cm i szerokości 4–6,5 cm. Nasiona ciemnoszare, o długości 4–6 mm, szerokości 2–4 mm, opatrzone skrzydełkiem o długości 12–18 mm.

## Biologia i ekologia
Igły o trójkątnym przekroju poprzecznym, pozostają na drzewie przez 2–3 lata. Dwie wiązki przewodzące w liściu i 2–3 kanały żywiczne, rzadko 1 lub 4.
Blisko spokrewnione sosny to: P. greggii, P. jaliscana, P. oocarpa, P. praetermissa, P. pringlei, P. tecunumanii.
Sosna ta jest gospodarzem roślin pasożytniczych: Arceuthobium aureum subsp. petersonii, Arceuthobium globosum subsp. grandicaule, Arceuthobium nigrum, Arceuthobium vaginatum subsp. vaginatum (pasożyty pędowe). 

## Systematyka i zmienność
Pozycja gatunku w obrębie rodzaju Pinus:
- podrodzaj Pinus
  - sekcja Trifoliae
    - podsekcja Australes
      - gatunek P. patula

Wyróżnia się dwie odmiany:
- Pinus patula Schiede ex Schltdl. & Cham. var. patula – szyszki nasienne osadzone na bardzo krótkich szypułkach, pozornie siedzące, żywiczne, o długości (5)7–10(12) cm, wąsko jajowate gdy zamknięte, szeroko jajowate po otwarciu.
- Pinus patula Schiede ex Schltdl. & Cham. var. longipedunculata Loock ex Martínez – szyszki nasienne osadzone na wyraźnych, zakrzywionych szypułkach, osiągają 5–8 cm długości.

## Zagrożenia
Międzynarodowa organizacja IUCN przyznała temu gatunkowi kategorię zagrożenia LC (least concern), czyli jest gatunkiem o niskim ryzyku wyginięcia.